# Jaya Suprana
 (janvier 2020).
Si vous disposez d'ouvrages ou d'articles de référence ou si vous connaissez des sites web de qualité traitant du thème abordé ici, merci de compléter l'article en donnant les références utiles à sa vérifiabilité et en les liant à la section « Notes et références ».
Jaya Suprana, né Liauw Kok Tjiang le 27 janvier 1949 à Denpasar sur l'île de Bali, est un compositeur, pianiste, homme d'affaires et présentateur de télévision indonésien.

## Biographie
D'origine chinoise, Jaya Suprana a été adopté, lorsqu'il était enfant par Lambang and Lily Suprana. C'est pourquoi il porte maintenant le nom de ses parents adoptifs, qui l'ont élevé dans la culture javanaise.
Il a étudié la musique à la Musikhochschule de Münster et à la Folkwang-Hochschule d'Essen, en Allemagne de l'Ouest, entre 1967 et 1976, et depuis lors il a donné des récitals de piano dans le monde entier, et a commencé à composer sa propre musique.
Il présente également à la télévision nationale son propre talk-show hebdomadaire appelé le Jaya Suprana Show.
Par ailleurs, Jaya Suprana est, depuis 1983, président-directeur général de la société Jamu Jago, l'un des plus grands fabricants indonésiens de produits phytothérapiques, après y avoir travaillé comme directeur du marketing à partir de 1976.
En dehors de son entreprise et de ses activités musicales, il a créé le Musée indonésien du disque (MURI), inauguré le 27 janvier 1990, dont il est le directeur. Il a également fondé un orphelinat, le Panti Asuhan Rotary-Suprana.

## Sources
- (en) Cet article est partiellement ou en totalité issu de l’article de Wikipédia en anglais intitulé « Jaya Suprana » (voir la liste des auteurs).